# Sylvia Browne
Sylvia Browne, geboren als Celeste Shoemaker, (Kansas City, 19 oktober 1936 – San Jose 20 november 2013) was een Amerikaans zelfverklaard medium. Ze verwierf in Amerika bekendheid door een blunder inzake haar bemoeienis met de zaak van het ontvoerde jongetje Shawn Hornbeck.
Hornbeck werd in 2002 ontvoerd door (bleek later) Michael J. Devlin. Na verloop van tijd zochten de ouders van het jongetje hulp in het paranormale circuit. In de Amerikaanse talkshow de Montel Williams Show bood Browne 'uitkomst'. Ze vertelde Hornbecks ouders dat ze kon zien wat er met het jongetje gebeurd was. Browne vertelde wie hem volgens haar ontvoerd en vermoord had en op wat voor plaats hij vervolgens begraven zou zijn. Hornbeck werd echter op 12 januari 2007 door de politie levend en gezond gevonden in de kelder van Devlin, die er ook anders uitzag dan hoe Browne de ontvoerder had beschreven.
In 2004 vertelde Sylvia Browne aan Louwana Miller dat haar dochter Amanda Berry dood was. Amanda kon zich echter van haar kidnappers bevrijden op 6 mei 2013. Zij en twee andere vrouwen, Gina DeJesus and Michelle Knight, waren heel die tijd vastgehouden in een woning vijf kilometer verderop.
Alle voorspellingen die ze deed in het televisieprogramma The Montel Williams Show zijn geanalyseerd. In alle 115 gevallen zat ze er of naast of was de informatie dusdanig vaag dat die geen bijdrage aan de oplossing van de zaak leverde.
Browne werd in 1992, samen met haar man, veroordeeld voor verzekeringsfraude en diefstal. In 2001 nam zij een uitdaging van de James Randi Educational Foundation aan om haar gaven wetenschappelijk te bewijzen (de One Million Dollar Paranormal Challenge). Ze is er echter nooit verder op ingegaan.
Browne was hoofd van de Sylvia Browne Corporation en Sylvia Browne Enterprises. Ze bracht meer dan 50 boeken uit en daarvan waren er 22 bestsellers in de Verenigde Staten.
Ze overleed in 2013 op 77-jarige leeftijd in een ziekenhuis in San Jose.

## COVID-19
In 2020 en 2021 werd Browne vaak aangehaald voor haar voorspelling, uit 2008, over de Coronapandemie.
Sylvia Browne: In around 2020 a severe pneumonia-like illness will spread throughout the globe, attacking the lungs and the bronchial tubes and resisting all known treatments. Almost more baffling than the illness itself will be the fact that it will suddenly vanish as quickly as it arrived, attack again 10 years later, and then disappear completely.
- Bibsys: 4055747
- Bibliothèque nationale de France: cb14458442d (data)
- Gemeinsame Normdatei: 122262875
- International Standard Name Identifier: 0000 0001 1468 0922
- Library of Congress Control Number: n88183542
- Nationale Bibliotheek van Letland: 000105429
- Bibliotheek van het Japanse parlement: 00857657
- Nationale Bibliotheek van Tsjechië: mzk2002148139
- Nationale bibliotheek van Australië: 41586985
- Nationale Bibliotheek van Israël: 987007414873505171
- Nationale Bibliotheek van Polen: a0000001238803
- Nationale en Universitaire bibliotheek Zagreb: 000287243
- Nederlandse Thesaurus van Auteursnamen: 187688486
- LIBRIS: 309885
- Système universitaire de documentation: 250598914
- Trove: 1454967
- Virtual International Authority File: 14756610
- WorldCat: E39PBJc3GPbhxRBVhHpVj9F3Qq